# コミックGOTTA
『コミックGOTTA』（コミックガッタ）は、小学館がかつて発行していた男子中学生・高校生向け月刊漫画雑誌。前身の『ハイパーコロコロ』についても述べる。

## 概要
1999年3月末『月刊コロコロコミック』（以下、コロコロと略す）の特別増刊号『ハイパーコロコロ』として創刊。コロコロの高学年版という位置づけで、小学校高学年（5年生）から中学生をターゲットとしている。当初のキャッチコピーは「ちょっとアニキなコロコロです」。同年7月末発売の夏号で『12月にハイパーコロコロをリニューアル発刊するため休刊する』告知が掲載され、『ハイパーコロコロ』は2号で休刊となった。
1999年12月に『コミックGOTTA』として『コロコロ』とは独立した別雑誌扱いで新創刊した。GOTTAは「gotta - 」で「 - せよ」の意の英語の俗語である。人気漫才コンビロンドンブーツ1号2号が編集長という宣伝文句で売り出した（当初は応援団風の変形学生服コスチュームに扮していた）。

作家陣と作風からコロコロコミックと週刊少年サンデー超あるいはヤングサンデーの中間に位置づけられるような漫画雑誌である。しかし、売り上げ不振のため18ヶ月後の2001年7月号をもって休刊した。
2010年5月28日にほぼ同じスタンスを持つ『コロコロG』が創刊している。ただし同誌は当初のハイパーコロコロのようなホビー商品とのタイアップ作品とコロコロ作家陣を中心としたギャグマンガなど読切作品の掲載が中心であり、GOTTAに見られたオリジナルの社会派・学園もの・SF系の作品は殆ど掲載されていない。

### 特徴
両誌とも、巻頭カラー部はお馴染みのホビー情報（ハイパーヨーヨーや次世代ゲーム機など）やK-1選手の来歴漫画を載せるなど、従来の『コロコロ』のノウハウを生かしつつ、中学生でも受け容れられるような大人びた内容で構成されている。『GOTTA』では従来のホビー情報よりもファッションや恋愛テクニック・J-POPや女性アイドルなどの芸能情報や、週刊漫画雑誌のようにグラビアアイドルの掲載へ重心を移し、それらを複合した構成に変化していった。
雑誌サイズはコロコロコミックやコロコロGではA5判だが、本誌は週刊少年サンデーなどの少年漫画雑誌と同じB5判である。
読者の中心層が10歳前後の小学生である『コロコロコミック』から派生して読者年齢層を高めたことから、『コロコロ』連載作品からの番外編を除いて、現実社会を舞台にしたストーリー性の高い作品が揃っていた。『コロコロ』作品作家による読切作品で色気をちりばめたり、「AV」「コンドーム」「精液」「扱く」など下ネタを堂々と扱った作品や読者コーナーもあり、専ら思春期男子を対象にしていたのがうかがえる。
『GOTTA』はハイパーコロコロと異なり連載漫画主体で、創刊時の作家陣は原哲夫・江川達也・麻宮騎亜・柴田亜美らに大御所である松本零士といった豪華な布陣であった。しかしこれらの大半は6-10回程度の連載で中堅作家の作品へ入れ替わり、次第に頭身の高い男子中高生（中学2年生-高校2年生）を主人公とするスポ根・ラブコメ・SF漫画を題材に学園ものの要素を絡ませた作品が大半となった。しかしながら、学年誌や月コロでは描写されることはほぼ無い暴力描写や、女性キャラの着替えや入浴シーンといったサービスカットなどが描かれた作品もいくつか存在した。末期は新人作家の雑誌初掲載も存在していた。

## 連載された作品一覧

### ハイパーコロコロ

#### 連載
- アストライダー ヒューゴ（田巻久雄）
- ALTO-アルト（おぎのひとし）
- うちゅう人田中太郎中学生編（ながとしやすなり）
- ガンガン頑太（こしたてつひろ）
  - MTBを乗り回す少年の奮闘記
- グランダー武蔵JS（てしろぎたかし）
- ゼルダの伝説 時のオカリナ（谷上俊夫）
  - コミカライズ
- 爆裂ママ!!（天越英輔）
- ハッスルマン（ピョコタン）

#### 読切
- おじさん（なかむらひとし）
- 顔面X（ゑびす屋ぼん子）
- 熱血正義!!Vボーイ（上山道郎）
- 激走Buggy! RCボーイ（青木たかお）
- ギュっと!マツザカくん（河合じゅんじ）
- オメガブースト（三鷹公一）
- 魔界戦記ゲートキーパー（溝淵誠）
- マジック:ザ・レジェンド（小野敏洋）
  - マジック:ザ・ギャザリングのオリジナルコミック化。
- アンディ・フグ物語・ピーター・アーツ物語（坂井孝行）
- 思春期さまにはかなうまい!（日向大介）
  - 大人への階段を上り始めた中1男子エロトリオが繰り広げる4コママンガ。第二次性徴に赤裸々に立ち向かう異色作。
- せがれいじり（ピョコタン）

### コミックGOTTA
※順番は連載開始の早い順、連載開始が同じ場合は連載終了の早い順、どちらも同じ場合は五十音順とする。
- MAGIC URZA & MISHRA （小野敏洋）2000年2月号 - 2000年8月号

『マジック:ザ・レジェンド』の続編（改題）。
- 鉄拳 〜闘いの彼方に〜 （鈴木けい一）2000年2月号 - 2001年2月号
- カヲルとゆいのいっかいやらして （私屋カヲル）2000年2月号 - 2001年3月号
- ナゾナゾ謎のお友達 （森下裕美）2000年2月号 - 2001年6月号
- 文化祭ウラ実行委員会 （江川達也）2000年2月号 - 2001年6月号
- シーモン? （春風邪三太）2000年2月号 - 2001年7月号
- シザーズ （橋口たかし）2000年2月号 - 2001年7月号
- スーパパン （ロドリゲス井之介）2000年2月号 - 2001年7月号
- 全員友達 （ピョコタン）2000年2月号 - 2001年7月号
- 超番ワニオ （樫本学ヴ）2000年2月号 - 2001年7月号
- ナインハンドレッド （カサギヒロシ）2000年2月号 - 2001年7月号
- 蟲〜バグ〜 （藤崎聖人）2000年3月号 - 2001年7月号
- 新宇宙戦艦ヤマト （松本零士）2000年4月号 - 2001年7月号
- ガチャガチャファミリー えびるクン （麻宮騎亜）2000年5月号 - 2001年7月号
- タンバリン （柴田亜美）2000年6月号 - 2001年7月号
- 花の大TOKYO剣豪列伝 藤太参ります!! （西条真二）2000年6月号 - 2001年7月号
- 阿弖流為II世 （作画：原哲夫、原作：高橋克彦） 2000年8月号 - 2000年12月号
- POOL PLAYER ISABU（山下東七郎）2000年8月号 - 2001年7月号
- ルート77 もうひとつの尾崎豊物語（土田世紀）2000年10月号 - 2001年5月号
- Clock Clock 〜時の冒険者〜 （森田崇）2001年1月号 - 2001年7月号
- ジョカトーレ 〜フィールドを駆ける戦士たち〜 （あおやぎ孝夫）2001年2月号 - 2001年7月号
- 艶華の花道 （瀬上あきら）2001年2月号 - 2001年7月号

## ガッタコミックス
ガッタコミックスは『コミックGOTTA』に掲載された作品を収録する漫画単行本レーベル。2001年1月5日創刊。新刊は毎月5日発売。B6判とA5判の二種類がある。8月5日までに計36冊が発行され、コミックGOTTA休刊に伴って廃止された。
『文化祭ウラ実行委員会』（江川達也）、『MAGIC URZA & MISHRA』（小野敏洋）、『ナインハンドレッド』（カサギヒロシ）、『タンバリン』（柴田亜美）、『鉄拳 〜闘いの彼方に〜』（鈴木けい一）、『阿弖流為II世』（高橋克彦、原哲夫）、『ガチャガチャ ファミリー えびるクン』（麻宮騎亜）が最初に発行された。
ロゴタイプは「GC」と「GOTTA COMICS」を並べたものを使用。